# Ford Ranchero (Argentina)
El Ford Ranchero es un auto tipo pickup del segmento medio derivado del Ford Falcon producida por Ford Motor Argentina entre 1973 y 1991.

## Nace la Ranchero
La historia del modelo se inicia en 1971 cuando los ejecutivos de Ford deciden trabajar sobre una camioneta sobre la plataforma del Falcon que sirva de complemento a la F-100, tradicional pick-up grande de la marca. Los inconvenientes no tardan en presentarse debido a que los primeros prototipos se partían a los pocos kilómetros y era necesario dotarla de la fortaleza característica de los productos Ford.
Finalmente y tras dos años de pruebas (se recorrieron 160.000 km) es lanzado el Falcon Ranchero el 24 de agosto de 1973 junto con el Falcon Sprint. 
Estéticamente tenía la trompa del sedán Standard, los paragolpes pintados de gris y las luces traseras de la F-100 de 1972. En el interior nada difería del sedán Standard, salvo que el asiento enterizo era reclinable hacia adelante porque atrás se ubicaban los elementos de auxilio (neumático de repuesto, cricket, etc.). Su motorización estándar era el Ford 188, de seis cilindros en línea de 3.0 L con una potencia 116 HP. Todos los Rancheros portan neumáticos de 6.95 x 14".
La camioneta se presentó en dos versiones, la liviana con una capacidad máxima de carga de 465 kg y la pesada con una capacidad de 565 kg, teniendo esta última freno a disco delanteros y ambas con llantas de 14 pulgadas. La suspensión trasera es de tipo extra reforzado de ballesta cual se compone de ocho hojas elásticas de tipo semielíptico, de acción progresiva. El compartimiento de carga mide 1.94 metros de largo x 1.38 metros de ancho.
En 1974 se lanza la versión Deluxe que incorporaba molduras (las del Standard), tazas y opcionalmente el motor 221 de seis cilindros en línea de 3.6 L (221 plgs³ / 3620 cm³) con una potencia 132 HP y opcionalmente la transmisión Saginaw de 4 marchas con selector al piso.

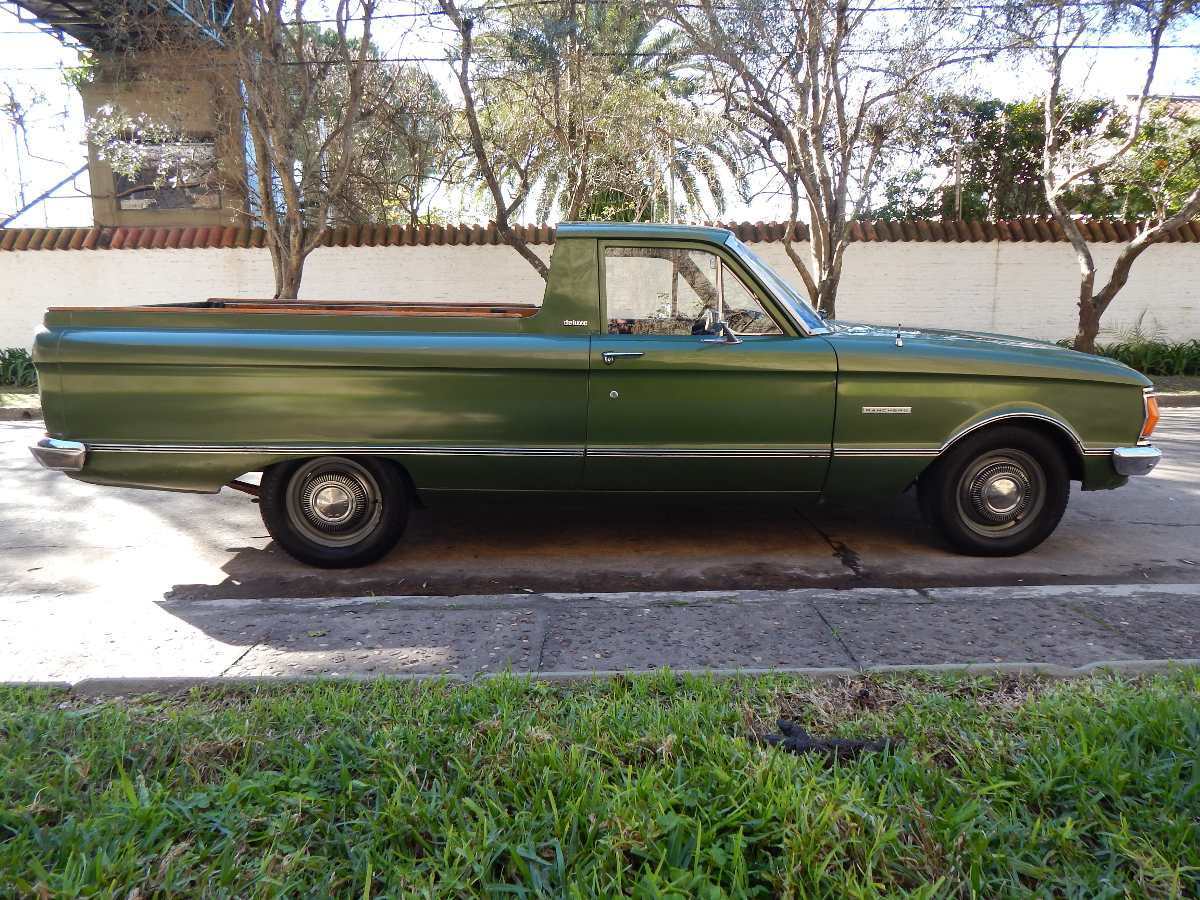
Lateral del Ford Ranchero Deluxe 1977
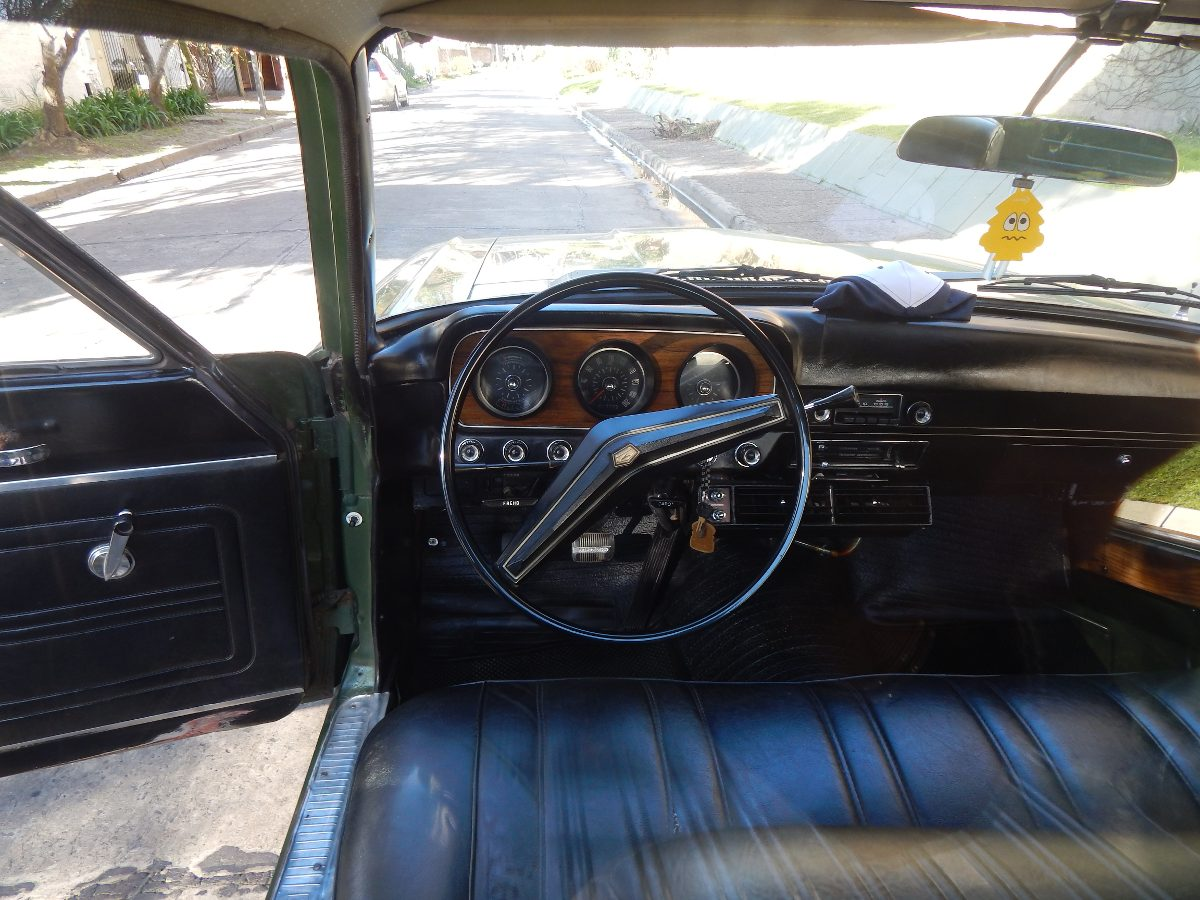
Interior del modelo Deluxe

## Reforma de 1978
En 1978, junto con la gama Falcon se renueva la Ranchero. Los cambios son solo estéticos, por lo que se mantienen los motores 188 y 221 que ahora se denominan 3.0 y 3.6. La parrilla cambia su fisonomía siendo la del sedán Standard que ahora tiene elementos plásticos verticales y luces de giro de color naranja, las manijas de puerta pasan a ser del tipo embutidas y se coloca el emblema del motor detrás del señalador de giro.
La versión Deluxe agrega las molduras del sedán Deluxe (el sedán Standard no trae más) y la palabra «deluxe» en el parante, detrás de la puerta.
La insignia del modelo pasa al guardabarros trasero, cuando entre 1973 y 1977 se ubicaba en el guardabarro delantero.
En el interior cambia el tapizado y la posición del interruptor de ignición pasando a la columna de dirección con sistema de traba antirrobo como en el resto de la línea Falcon. Con este aspecto se mantendrá hasta 1981.

## Reforma de 1982
Para 1982 se renueva profundamente toda la gama Falcon y la Ranchero también es mejorada.
Exteriormente adopta una nueva trompa (igual a toda la gama Falcon), nuevos paragolpes (incorporan punteras y uñas de plástico), nueva bagueta de parante delantero (reduce la turbulencia en el pilar A), nuevo marco de puerta (se eliminan los ventiletes) y espejos retrovisores plásticos.
Mecánicamente se continúan con los motores 3.0 y 3.6 aunque se adoptan soluciones mecánicas como el ventilador de acople viscoso, el carburador con cebador automático, el encendido electrónico y los frenos a disco delanteros, por lo que todas las Rancheros pasan a ser «pesadas». Las cajas de velocidades son las tradicionales de 3 marchas al volante y la de 4 cambios al piso, que se ofrece de manera opcional con el motor 3.6.
Interiormente se da un profundo cambio en el torpedo que pasa a ser plástico, plano y con controles incorporados en plancha. Los tapizados cambian otra vez junto con el volante que pasa a ser de plástico.
Cambios subsiguientes:
- En 1985 se elimina el cromado de las manijas de puerta que pasan a ser de color negro.
- En 1988 se elimina la versión Deluxe por lo que todas las Ranchero pasan a ser Standard. También se empieza a utilizar el motor Diesel VM de 2.4 litros, si bien este proyecto fue descartado, salieron de fábrica varias Ranchero Diesel.
- En 1989 se empieza a utilizar el motor 3.0 «Max-Econo» tendiente a mejorar la economía de los Falcon y Rancheros.
- En 1990 se elimina el reloj de tablero y los pocos cromados que le quedaban a la Ranchero.
- Finalmente, en 1991 se discontinúa la Ford Ranchero junto con el Ford Falcon.